# Potito Valério Messala
Marco Valério Messala Potito (em latim: Marcus Valerius Messalla Potitus), conhecido como Potito Valério Messala, foi um político da família Messala da gente Valéria da República Romana nomeado cônsul sufecto no lugar de Sexto Apuleio, em 1 de julho de 29 a.C., para servir com cônsul Otaviano. É possível que tenha sido filho de Marco Valério Messala Rufo, cônsul em 53 a.C..

## Carreira
Potito era um nome utilizado pelas famílias mais antigas e famosas da gente Valéria, uma família que, como muitas outras da Roma Antiga, desapareceu na época das Guerras Samnitas. Porém, o nome foi depois recuperado pela gente Valéria como prenome. A prática de utilizar nomes de famílias extintas em prenomes era comum na época (ex.: na gente Cornélia, os Lêntulos adotaram como nome próprio o cognome extinto "Cosso").
Potito provavelmente foi questor na província romana da Ásia em algum momento. Em 32 a.C., foi pretor urbano em Roma e foi escolhido como um dos quindecênviros ("quindecimviri sacris faciundis") no ano seguinte. Em 29 a.C., chegou ao consulado. Segundo Dião Cássio, foi o primeiro cônsul a sacrificar, em pessoa, por conta do retorno de Otaviano do Egito, sacrificou bois em nome do povo e do Senado Romano.
Depois de seu mandato, recebeu a província da Ásia como governo proconsular por dois anos, possivelmente entre 25 e 23 a.C., e como legatus augusti pro praetore da Síria, possivelmente entre 21 e 17 a.C., entre os governos de Agripa na região.
Potito provavelmente teve dois filhos, Mânio Valério Messala Potito e Lúcio Valério Messala Voleso, cônsul em 5.